# La Princesse de Clèves (opéra)
Pour les articles homonymes, voir La Princesse de Clèves (homonymie).

La Princesse de Clèves est un opéra du compositeur français Jean Françaix sur un livret de lui-même écrit avec Marc Lanjean, créé en 1965 à Rouen. L'histoire est adapté du roman de Madame de La Fayette, La Princesse de Clèves, publié en 1678.

## Historique
Le livret est écrit par le compositeur avec son confrère le compositeur français Marc Lanjean, tandis que la partition est composée entre 1961 et 1965. Écrit à partir du roman de Madame de La Fayette, le récit, se situant au cœur de la cour des Valois, consiste essentiellement une histoire d'amour. Le compositeur connaissant cet ouvrage, qu'il appréciait pour le caractère classique de l'histoire. L'opéra est joué une première fois à la radio en 1964 en version de concert.
La Princesse de Clèves est créé le 11 décembre 1965 au Théâtre des Arts de Rouen, soit un an après la mort du librettiste. L'opéra récolte un fort succès lors de sa création auprès et du public et de la critique. Il n'est cependant que peu repris par la suite ; une production en version de concert a lieu en 1987 en Allemagne.
La partition est éditée par les Éditions musicales transatlantiques.

## Description
La Princesse de Clèves est le cinquième et dernier opéra du compositeur ; il est distribué en quatre actes et d'une durée d'environ deux heures et trente minutes. Les scènes principales de l'histoire constituant les moments clés du récit sont entrecoupées de passages parlés, faisant avancer la narration. Ce rôle déclamé est assuré par le personnage de Madame de La Fayette directement.

### Rôles
| Rôle                                             | Voix      | Créateur |
| ------------------------------------------------ | --------- | -------- |
| Madame de La Fayette                             | -         |          |
| Mademoiselle de Chartres, La Princesse de Clèves | contralto |          |
| Le Duc de Nemours                                | ténor     |          |
| Le Prince de Clèves                              | baryton   |          |
| La Reine Dauphine                                | soprano   |          |
| Le Roi Henri II                                  | baryton   |          |
| Le Vidame de Chartres                            | basse     |          |
| Trois personnages de la noblesse                 | basses    |          |
| Trois serviteurs                                 | ténor     |          |

### Résumé
Mademoiselle de Chartres accepte de se marier avec le Prince de Clèves, sur l'insistance de sa mère. Après le mariage, elle rencontre le duc de Nemours ; les deux tombent amoureux l'un de l'autre. Le duc est entaché d'un scandale au sein de la cour qui fait croire à la princesse qu'il lui a été infidèle. Une lettre d'une amante rejetée est découverte, qui a été en fait écrite par l'oncle de la princesse, le Vidame de Chartres, qui est lui-même l'amant de la reine. Il supplie le duc de faire croire que la lettre est de sa main, mais celle-ci atterrit en possession de la princesse. Le duc essaie de convaincre la princesse de sa sincérité. Le prince se rend compte que sa jeune épouse aime un autre homme et l'interroge dans repos pour obtenir son identité, mais il tombe malade et meurt. Sur son lit de mort, il accuse le duc de Nemours d'être la cause de ses maux et supplie la princesse de ne pas l'épouser. Le duc essaie de reprendre sa relation avec la princesse mais celle-ci refuse. Après plusieurs années, l'amour du duc s'en va et la princesse meurt seule.

## Enregistrements
- La Princesse de Clèves, par l'Orchestre Lyrique de l'ORTF dirigé par Pierre-Michel Le Conte (enregistré en 1966) et l'Orchestre Radio-Symphonique de Stuttgart dirigé par Reynald Giovanetti (enregistré en 1987).
- Suite orchestrée par Lajos Lencsés, Capriccio, 2003, Dirigée par Patrick Strub avec la SWR Radio-Sinfonieorchester Stuttgart.